# Vụ sát hại Michelle Lê
Michelle Lê Thị Hoàng (ngày 12 tháng 10 năm 1984 – ngày 27 tháng 5 năm 2011) là nữ sinh viên y tá người Mỹ gốc Việt 26 tuổi, mất tích vào ngày 27 tháng 5 năm 2011, tại Trung tâm Y tế Kaiser Permanente ở thành phố Hayward, California thuộc Khu vực vịnh San Francisco.

## Tiểu sử
Michelle lớn lên trong một gia đình gốc Việt ở khu Rancho Peñasquitos quận San Diego cùng cậu em trai tên là Michael. Cô tốt nghiệp Trường Trung học Mt. Carmel vào năm 2002. Lê theo học Đại học Tiểu bang San Francisco và nhập học ngành y tá tại Đại học Samuel Merritt ở Oakland, California.

## Điều tra
Ngày 27 tháng 5 năm 2011 mọi người phát hiện ra chiếc Honda SUV màu trắng của Lê vào buổi sáng sau khi cô mất tích vào khoảng 9 giờ sáng, đậu ngay chỗ Tòa án Ponderosa, cách trung tâm y tế khoảng nửa dặm.
Gia đình Lê bèn treo bảng thông cáo và tặng thưởng cho bất kỳ ai biết được thông tin về nơi cư ngụ của cô. Trong bốn tháng tiếp theo, các tình nguyện viên đã tiến hành ít nhất tám nỗ lực tìm kiếm, một số do nhóm Klaas Kids Foundation tổ chức.
Nhiều tổ chức về người mất tích cũng tham gia tìm kiếm chung. Đến đợt tìm kiếm lần thứ tám mới tìm thấy hài cốt người bị phân hủy trong một khu vực hẻm núi hẻo lánh vào ngày 17 tháng 9. Ngày 19 tháng 9 năm 2011, văn phòng điều tra của Quận Alameda đã xác định chính xác hài cốt này đúng là của Michelle Lê.
Ngay từ đầu, cảnh sát tỏ ý nghi ngờ rằng Lê bị một người mà cô ấy quen biết sát hại. Giselle Diwag Esteban (sinh ngày 4 tháng 2 năm 1984) ở Union City, California, một người bạn cũ của Lê, đã bị bắt vào ngày 7 tháng 9 và bị buộc tội giết người, mặc dù vẫn chưa tìm được thi thể của cô vào lúc đó. Các nhà chức trách cho biết có đủ bằng chứng DNA dưới dạng vết máu được tìm thấy trong xe hơi của Lê và trên giày của Esteban, và đoạn băng video an ninh đã xác nhận sự hiện diện của Esteban trong khu vực vào thời điểm Lê mất tích. Esteban bị tố cáo là đã đổ lỗi cho Lê vì phá hỏng mối quan hệ của cô ta với gã bạn trai cũ mà cô vừa có với hắn một đứa con, nhưng phủ nhận mọi liên quan đến vụ mất tích của Lê. Esteban bị truy tố về tội giết người vào ngày 14 tháng 12 năm 2011.

## Phiên tòa xét xử
Esteban không nhận tội. Ngày xử án được ấn định vào ngày 17 tháng 9 năm 2012. Ngày 29 tháng 10 năm 2012, một bồi thẩm đoàn đã kết án Esteban về tội giết người cấp độ một. Tại buổi tuyên án ngày 10 tháng 12, Esteban bị tuyên 25 năm tù chung thân. Vào thời điểm Lê bị sát hại, Esteban đang mang thai. Esteban sinh con trong tù và đứa trẻ do người cha giám hộ.